# Широко небо
Широко небо (енгл. Big Sky) амерички је криминалистичко-драмски трилер. Њен аутор је Дејвид Е. Кели и темељи се на серији романа Ауто-пут Ч. Џ. Бокса. Серију емитује ABC од 17. новембра 2020. године, а у Србији Fox од 1. фебруара 2021. године.

## Радња
Приватне детективке Кејси Дјуел и Коди Хојт удружују снаге са његовом отуђеном супругом и бившом полицајком Џени Хојт у потрази за две сестре које је отео возач камиона на удаљеном ауто-путу у Монтани. Али када открију да ово нису једине девојке које су нестале у околини, морају да се тркају са временом да зауставе убицу пре него што одведе другу жену.

## Улоге
- Кетрин Виник као Џени Хојт
- Кајли Банбери као Кејсу Дјуел
- Брајан Герати као Роналд Пергман
- Валери Махафи као Хелен Пергман (1. сезона)
- Диди Фајфер као Дениз Бризбејн
- Натали Алин Линд као Данијела Саливан (1. сезона)
- Џеси Џејмс Кајтел као Џери Кенеди (1. сезона)
- Џејд Петиџон као Грејс Саливан (1. сезона)
- Џон Карол Линч као Рик Легарски (1. сезона)
- Рајан Филипи као Коди Хојт (1. сезона)
- Тед Левин као Хорст Клајнсасер (1. сезона)
- Ања Савчић као Скарлет Лејендекер (2. сезона; споредна улога у 1. сезони)
- Јанина Гаванкар као Рен Булар (2. сезона)
- Логан Маршал Грин као Травис Стоун (2. сезона)
- Омар Метвали као Марк Линдор (2. сезона; специјална гостујућа улога у 1. сезони)

## Епизоде

### Преглед серије
| Сезона | Сезона | Епизоде | Епизоде | Оригинално емитовање | Оригинално емитовање |
| Сезона | Сезона | Епизоде | Епизоде | Премијера            | Финале               |
| ------ | ------ | ------- | ------- | -------------------- | -------------------- |
|        | 1.     | 16      | 16      | 17. новембар 2020.   | 18. мај 2021.        |
|        | 2.     | 18      | 18      | 30. септембар 2021.  | 19. мај 2022.        |

### 1. сезона (2020—2021)
| Бр. еп. (укупно) | Бр. еп. (у сезони) | Наслов                           | Редитељ                   | Сценариста                              | Премијера          | Прод. код | Гледаност у САД (милиони) |
| ---------------- | ------------------ | -------------------------------- | ------------------------- | --------------------------------------- | ------------------ | --------- | ------------------------- |
| 1                | 1                  | Пилот                            | Пол Макгвиган             | Дејвид Е. Кели                          | 17. новембар 2020. |           | 4,15                      |
| 2                | 2                  | Нема бега                        | Пол Макгвиган             | Дејвид Кели                             | 24. новембар 2020. |           | 4,46                      |
| 3                | 3                  | Велики Рик                       | Гвинет Хордер Пејтон      | Дејвид Е. Кели и Џонатан Шапиро         | 1. децембар 2020.  |           | 4,13                      |
| 4                | 4                  | Недовршени посао                 | Таша Смит                 | Анакејт Чапел и Метју Тинкер            | 8. децембар 2020.  |           | 3,51                      |
| 5                | 5                  | Добер дан за умирање             | Џенифер Линч              | Џонатан Шапиро                          | 15. децембар 2020. |           | 3,96                      |
| 6                | 6                  | Вукови увек траже крв            | Марк Тондерај             | Марија Стен                             | 26. јануар 2021.   |           | 3,84                      |
| 7                | 7                  | Распадам се                      | Џенифер Линч              | Анакејт Чапел и Метју Тинкер            | 2. фебруар 2021.   |           | 3,66                      |
| 8                | 8                  | Крај је близу                    | Ханел Калпепер            | Моренике Балогун                        | 9. фебруар 2021.   |           | 3,65                      |
| 9                | 9                  | Нек буде он                      | Мајкл Гој                 | Џонатан Шапиро                          | 16. фебруар 2021.  |           | 4,14                      |
| 10               | 10                 | Катастрофално размишљање         | Гвинет Хордер Пејтон      | Анакејт Чапел и Метју Тинкер            | 13. април 2021.    |           | 3,43                      |
| 11               | 11                 | Све врсте змија                  | Гвинет Хордер Пејтон      | Елвуд Рид и Марија Стен                 | 13. април 2021.    |           | 3,43                      |
| 12               | 12                 | Ништа боље од пса                | Оливер Бокелберг          | Елвуд Рид и Брајан Маколи Џонсон        | 20. април 2021.    |           | 2,98                      |
| 13               | 13                 | Бели лав                         | Кристина Александра Ворос | Елвуд Рид и Моренике Балогун            | 27. април 2021.    |           | 2,69                      |
| 14               | 14                 | Добре животиње                   | Мајкл Гој                 | Елвуд Рид и Џонатан Шапиро              | 4. мај 2021.       |           | 2,62                      |
| 15               | 15                 | Опаки корени                     | Алонсо Алварез Бареда     | Елвуд Рид и Доминик А. Холмс            | 11. мај 2021.      |           | 2,63                      |
| 16               | 16                 | Љубав је необична и опасна ствар | Мајкл Гој                 | Елвуд Рид, Анакејт Чапел и Метју Тинкер | 18. мај 2021.      |           | 2,96                      |